# Alloschema
Alloschema es un género de coleópteros de la familia Anthribidae.